# What a Long Strange Trip It’s Been
What a Long Strange Trip It’s Been ist die zweite Greatest Hits-Kompilation der Band Grateful Dead.

## Geschichte
Nachdem der Vertrag mit Warner Bros. Records ausgelaufen war und Grateful Dead ein eigenes Label Grateful Dead Records vertrieb, war es Warner Bros. immer noch erlaubt, altes Material aus der Zeit des Vertrages zu veröffentlichen.
Eigentlich als Doppelalbum geplant, wurde es als Viereralbum mit Aufnahmen aus den Jahren 1967–1972 veröffentlicht.
Der Name des Albums stammt aus dem Lied Truckin’ von Robert Hunter und einer der vielleicht bekanntesten Zeilen  der Rockgeschichte: „Lately it occurs to me: What a long, strange trip it’s been.“ Diese Zeile wurde auch als Titel oder Untertitel von Büchern, Zeitschriften und Artikeln verwendet, so wurde z. B. die Jubiläumsausgabe zum zwanzigsten Geburtstag des Rolling Stone danach genannt und sie hat einen eigenen Eintrag im Buch Skeleton Key: A Dictionary for Deadheads
Neben Truckin’ wurde das Aushängeschild von Grateful Dead verwendet: Dark Star. Dark Star gilt als das beste Lied, welches Hunter für Grateful Dead geschrieben hat, und wurde als einer der 500 wichtigsten Songs der Rockgeschichte in die Rock and Roll Hall of Fame gewählt. Der Song wurde in einer verkürzten Form ebenfalls im Soundtrack von Zabriskie Point. Zudem wurde der Song häufiger gecovert, u. a. von David Murray, Beck und Mike Oldfield. Laut All Music Guide gibt es 81 Coverversionen, wobei eine Vielzahl von Bandmitgliedern stammen.
Wie auch bei ihren ersten Alben nutzte die Band das Pseudonym McGannahan Skyjellyfetti, um damit Lieder zu kennzeichnen, die gemeinschaftlich in der Band entstanden. Der Name wurde an einen Charakter von Kenneth Patchens Werk Memoirs of a Shy Pornographer angelehnt.
Nachdem Grateful Dead nach einer sechsjährigen Pause 1987 das Album In the Dark und 1989 Built to Last veröffentlichten und damit wieder große Erfolge feierten, veröffentlichte auch Warner Bros. What a Long Strange Trip It’s Been auf CD neu.

## Erfolge
In den Billboard Charts erreichte das Album nur den Platz 121. Dafür erreichte das Album am 24. August 2001 den Goldstatus und Platinstatus.

## Titelliste

### 1977 LP
| 1. „New, New Minglewood Blues“ (traditionales Lied, McGannahan Skjellyfetti) – 2:34 2. „Cosmic Charlie“ (Garcia, Hunter) – 5:30 3. „Truckin’“ (Garcia, Hunter, Lesh, Weir) – 5:03 4. „Black Peter“ (Garcia, Hunter) – 7:27 5. „Born Cross-Eyed“ (The Grateful Dead) – 2:55 | 1. „Ripple“ (Hunter, Garcia) – 4:10 2. „Doin’ That Rag“ (Garcia, Hunter) – 4:40 3. „Dark Star“ (Garcia, Hunter) – 2:41 4. „High Time“ (Garcia, Hunter) – 5:12 5. „New Speedway Boogie“ (Garcia, Hunter) – 4:05 |

| 1. „St. Stephen“ (Garcia, Lesh, Hunter) – 5:22 2. „Jack Straw“ (Weir, Hunter) – 4:48 3. „Me and My Uncle“ (John Phillips) – 3:03 4. „Tennessee Jed“ (Garcia, Hunter) – 7:11 | 1. „Cumberland Blues“ (Garcia, Lesh, Hunter) – 5:41 2. „Playing in the Band“ (Weir, Hart, Hunter) – 4:38 3. „Brown-Eyed Woman“ (Garcia, Hunter) – 4:37 4. „Ramble On Rose“ (Garcia, Hunter) – 6:01 |